# Rick Wagoner
Rick Wagoner est un chef d'entreprise et industriel américain qui fut président du leader mondial de l'automobile General Motors.

## Biographie
Né à Wilmington, dans le Delaware en 1953, il a grandi à Richmond, en Virginie, et a obtenu un Master of Business Administration d'Harvard en 1977, avant de faire toute sa carrière chez General Motors, d'abord comme analyste dans la division trésorerie à partir de 1977, puis comme responsable de la filiale au Brésil. Directeur financier à partir de 1992, il est nommé en 1994 vice-président, puis président en 1998.
Lors de la crise des années 2000, il se voit reprocher des dépenses excessives et doit quitter l'entreprise en mars 2009 à la demande du président américain Barack Obama, au moment du sauvetage de General Motors par l'État américain. C'est son vice-président Fritz Henderson qui lui succède alors, mais pour seulement huit mois.
En 2017, Wagoner est nommé directeur de ChargePoint Inc., une entreprise de la Silicon Valley qui fabrique des bornes de recharge pour véhicules électriques.
En 2018, Wagoner a investi dans YourMechanic, une startup de la Silicon Valley qui met en relation les propriétaires avec un groupe de mécaniciens certifiés, offrant actuellement plus de 800 services de réparation.